# 蔡存遠
蔡存遠，字毅之，福建承宣布政使司泉州府晉江縣（今福建省泉州市）人。明朝官员。

## 生平
蔡存遠为蔡清第四子。嘉靖元年（1522年）壬午科福建鄉試舉人，五年（1526年），蔡存遠中式丙戌科三甲进士。历任吉安、松江二府推官，擢太仆寺丞。平生笔录有《宋鑑摘要》、《胡传摘文批》、《续程文批点论则》及《进呈易经蒙引表》。自著有《周易正说》。清道光《晋江县志》有传。

## 家族
兄蔡存畏，弘治十二年（1499年）参加乡试，不幸卒于归途。弟蔡存微，號西坡，嘉靖四年乙酉舉人，官东莞知县，卒年六十餘。